# Джеймс Блаут
Джеймс Морріс Блаут (англ. James Morris Blaut, 20 жовтня 1927, Нью-Йорк - 11 листопада 2000, Чикаго) — професор антропології і географії Університету Іллінойсу в Чикаго. Дослідження були зосереджені на сільськогосподарській мікрогеографії, культурної екології, теорії націоналізму, філософії науки, історіографії та відносинах між «першим» і «третім» світом. Відомий як один із найбільш помітних критиків євроцентризму.

## Біографія
Вступив до Університету Чикаго у віці шістнадцяти років у рамках програми для просунутих школярів і отримав два ступені бакалавра (1948 і 1950). У 1948-1949 рр. навчався в Новій школі соціальних досліджень, у 1949-1950 рр. — в Імперському коледжі тропічного сільського господарства на Тринідаді, з 1950 року — в Університеті штату Луїзіана.
Працював в Єльському університеті. У 1960-1963 рр. — в Університеті Пуерто-Рико, потім у Коледжі Віргінських островів.
У 1967 році він повертається у США. Працює в Університеті Кларка, де в 1969 році бере участь у заснуванні журналу «Антипод» (Antipode) і Союзу географів-соціалістів. У 1971 році на деякий час повертається в Університет Пуерто-Рико, потім остаточно осідає в Університеті Іллінойсу в Чикаго.
Був активним членом Прогресивної партії США Генрі Воллеса. Брав участь в різних кампаніях проти війни у В'єтнамі. Підтримував Пуерто-риканський рух за незалежність.

## Нагороди і премії
У 1997 році отримав нагороду Асоціації американських географів.
З 2006 року Спеціальна група соціалістичної і критичної географії Асоціації американських географів щорічно присуджує премію імені Джеймса Блаута (James Blaut Award) вченим, які протягом свого життя: (1) використовували географічний та історичний аналіз капіталізму для пояснення існуючої соціальної несправедливості і нерівності, (2) активно боролися проти пригнічуюючих владних відносин усередині та поза академією, (3) «перекидували міст» між соціалістичною теорією і практикою.